# Litoria cyclorhyncha
Litoria cyclorhyncha är en groddjursart som först beskrevs av George Albert Boulenger 1882.  Litoria cyclorhyncha ingår i släktet Litoria och familjen lövgrodor. IUCN kategoriserar arten globalt som livskraftig. Inga underarter finns listade i Catalogue of Life.